# Енсінол (Нью-Мексико)
Енсінол (англ. Encinal) — переписна місцевість (CDP) в США, в окрузі Сібола штату Нью-Мексико. Населення — 207 осіб (2020).

## Географія
Енсінол розташований за координатами 35°7′51″ пн. ш. 107°26′12″ зх. д. / 35.13083° пн. ш. 107.43667° зх. д. (35.130736, -107.436738).  За даними Бюро перепису населення США в 2010 році переписна місцевість мала площу 34,90 км², уся площа — суходіл.

## Демографія
Згідно з переписом 2010 року, у переписній місцевості мешкало 210 осіб у 66 домогосподарствах у складі 54 родин. Густота населення становила 6 осіб/км².  Було 71 помешкання (2/км²).
Расовий склад населення:
| - 93,3 % — корінних американців - 1,0 % — білих - 1,0 % — чорних або афроамериканців - 2,9 % — осіб інших рас |

До двох чи більше рас належало 1,9 %. Частка іспаномовних становила 9,0 % від усіх жителів.
За віковим діапазоном населення розподілялося таким чином: 22,9 % — особи молодші 18 років, 61,9 % — особи у віці 18—64 років, 15,2 % — особи у віці 65 років та старші. Медіана віку мешканця становила 39,5 року. На 100 осіб жіночої статі у переписній місцевості припадало 81,0 чоловіків;  на 100 жінок у віці від 18 років та старших — 80,0 чоловіків також старших 18 років.
Цивільне працевлаштоване населення становило 44 особи. Основні галузі зайнятості: мистецтво, розваги та відпочинок — 36,4 %, роздрібна торгівля — 25,0 %, сільське господарство, лісництво, риболовля — 22,7 %.